# Valentine Penroseová
Valentine Penrose (1. ledna 1898 – 7. srpna 1978), rozená Valentine Boué, byla francouzská surrealistická básnířka, spisovatelka a kolážistka.

## Životopis
Valentine Boué se narodila v roce 1898 v rodině vojáka v Mont-de-Marsan ve francouzském departementu Landes. Záhy po jejím narození se rodina přestěhovala do Paříže.
V roce 1925 se provdala za anglického výtvarníka, historika a básníka Rolanda Penrose (1900-1984) a připojila se ke komunitě surrealistů, jejich působištěm byly Paříž, Mougins a Anglie. Manželé se v roce 1937 rozvedli, ale za války se znovu setkali v Londýně a Penroseová pak žila značnou část času společně s bývalým manželem a jeho druhou manželkou, americkou fotografkou Lee Millerovou. Tak tomu bylo až do její smrti.
V roce 1940 vstoupila Penroseová do francouzské armády.
Zemřela 7. srpna 1978 v domě svého manžela v anglickém Chiddingly.

## Dílo
Valentine Penroseová psala surrealistickou poezii, známá je také jako autorka životopisu sériové vražedkyně Alžběty Báthoryové (1560-1614). Její poezie odráží její zkušenosti s automatickým psaním, tvorbou koláží a výtvarnými technikami jako je frotáž užívaná Maxem Ernstem či fumáž Wolfganga Paalena.
Její práci obdivoval Paul Eluard, který napsal předmluvu k jejím knihám Herbe à la lune (1935) a Dons des féminines (1951). Znala se také s André Bretonem.
Penroseová vytvářela surrealistické koláže. V knize Dons des Féminines (1951) spojuje koláže s poezií.
Jako herečka se objevila ve dvou filmech významných surrealistických tvůrců, L’age d’Or (1930) Luise Buñuela a La Garoupe (1937) Man Raye.

## Publikace

### Poezie
- Herbe à la lune. Přemluva Paul Eluard. Editions GLM, 1935.
- Sorts de la lueur. Editions GLM, 1937.
- Poèmes. Editions GLM, 1937.

- Dons des Féminines. S vlastními kolážemi a předmluvou Paula Eluarda. Les pas Perdus, 1951. (Jedna verze obsahovala vedle koláží Penroseové také ilustrace Pabla Picassa.)
- Les Magies. Les Mains Libres, 1972.
- Ecrits d'une femme surréaliste. Uspořádala Colville, Georgiana M. M. Paříž: J. Losfeld, 2001. ISBN 2844120911.

### Próza
- La Nouvelle Candide. Editions GLM, 1936.
- Martha's Opéra. Fontaine, 1945.
- Erzsébet Báthory la Comtesse sanglante. Gallimard / Mercure de France, 1962.

Do češtiny její dílo přeloženo nebylo. Penroseovou zmiňuje Ivan Blatný ve své básni Jména ve sbírce Stará bydliště, v prvním vydání je však uvedena s tiskovou chybou jako Valentin Petorose.